# Ночное братство
«Ночное братство» или «Темное братство» (англ. Dark Brotherhood) — рассказ американского писателя Говарда Филлипса Лавкрафта, который после его смерти дописал Август Дерлет. Вошел в сборник «Ночное братство и другие пьесы» (англ. The Dark Brotherhood and Other Pieces) издательства «Arkham House» в 1966 году.

## Сюжет

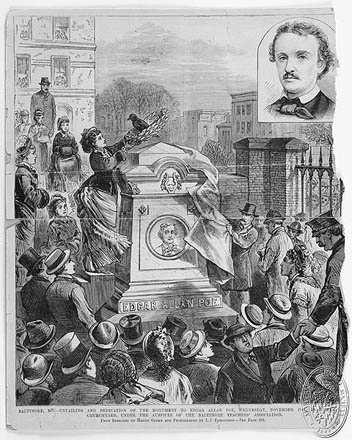
Могила Эдгара По до 1923 года на Вестминстерском кладбище, Балтимор, Мэриленд.

Артур Филлипс и Роза Декстер встречают во время ночных прогулок по улицам Провиденс джентльмена Мистера Аллана, который выглядит в точности как Эдгар По. Он спрашивает дорогу к кладбищу, где похоронен Эдгар По. Артур и Роза провожают его к кладбищу, посчитав его еще одним фанатиком, старающимся во всем быть похожими на своего кумира. 

На следующий день Артур встречает Аллана возле своего дома, он говорит ему о космических путешествиях и инопланетянах. Артур читал статьи Чарльза Форта о неопознанных летающих объектах у берегов Японии. Аллан уверяет, что пришельцы действительно наблюдают за людьми и что это могут доказать его братья. Попрощавшись Артур тайно следует за Аленом, который входит в двери заброшенного дома на холме. В тот же миг происходит невероятное: в дом заходит другой, точно такой же, Мистер Аллан. Затем появился и третий... Вечером в дом к Артуру приходят целых семеро близнецов — все внешне похожи, их лица имеют бледный оттенок, а их темные глаза неподвижны. Они ставят 8 стульев в круг и начинают спиритический сеанс. Гипнотическое воздействие вызывает видение Иных миров:
Группа кубических сооружений растянулась по краю глубокой пропасти, на дне которой медленно вращается светящаяся фиолетовая масса. Меж сооружений снуют громадные существа — их переливающиеся всеми цветами радуги конусообразные тела достигают высоты 10 футов. При столь же широком основании конуса, толстая складчатая кожа покрыта подобием чешуи, а из верхушки конуса выступают четыре гибких отростка. Панораму освещает тусклый красный свет угасающей звезды.
На следующий день Артур пробирается в заброшенный дом. В зале стоят два длинных стеклянных ящика: от одного исходит фиолетовое свечение, а второй пуст и соединяется с первым трубами. На дне ящика лежит портрет Эдгара По, а рядом шевелится уменьшенная, живая копия одного из конусообразных чудовищ. Артур бежит домой. Видимо, члены «Ночного братства» являются пришельцами и выходят на улицу только в темноте. Артура посещает Аллан, который объясняет, что они инопланетяне и могут принимать любой облик, а сейчас ищут подходящую для них планету. Артур спешит сообщать об этом по телефону Розе, но она сообщает, что идет на встречу с Алланом.
Артур вновь бежит в заброшенный дом, от стен которого исходит бледно-лиловое излучение. Внутри Аллан и его двойники поют слова заклинания, стоя вокруг ящика, в котором лежит Роза, а на её груди шевелит конечностями омерзительное конусообразное существо. В другом ящике рядом лежит двойник Розы! Артур стреляет в машину и она взрывается, поджигая дом. Артур выносит Розу на улицу. Объект неопределенной формы вырывается из горящего дома и лучом устремляется в небо. Артур сомневается, что спас настоящую Розу. Утром в газете вышла статья: «Роза Декстер отбилась от нападавшего и убила Артура Филлипса на площади св. Иоанна». 

## Персонажи
- Артур Филлипс

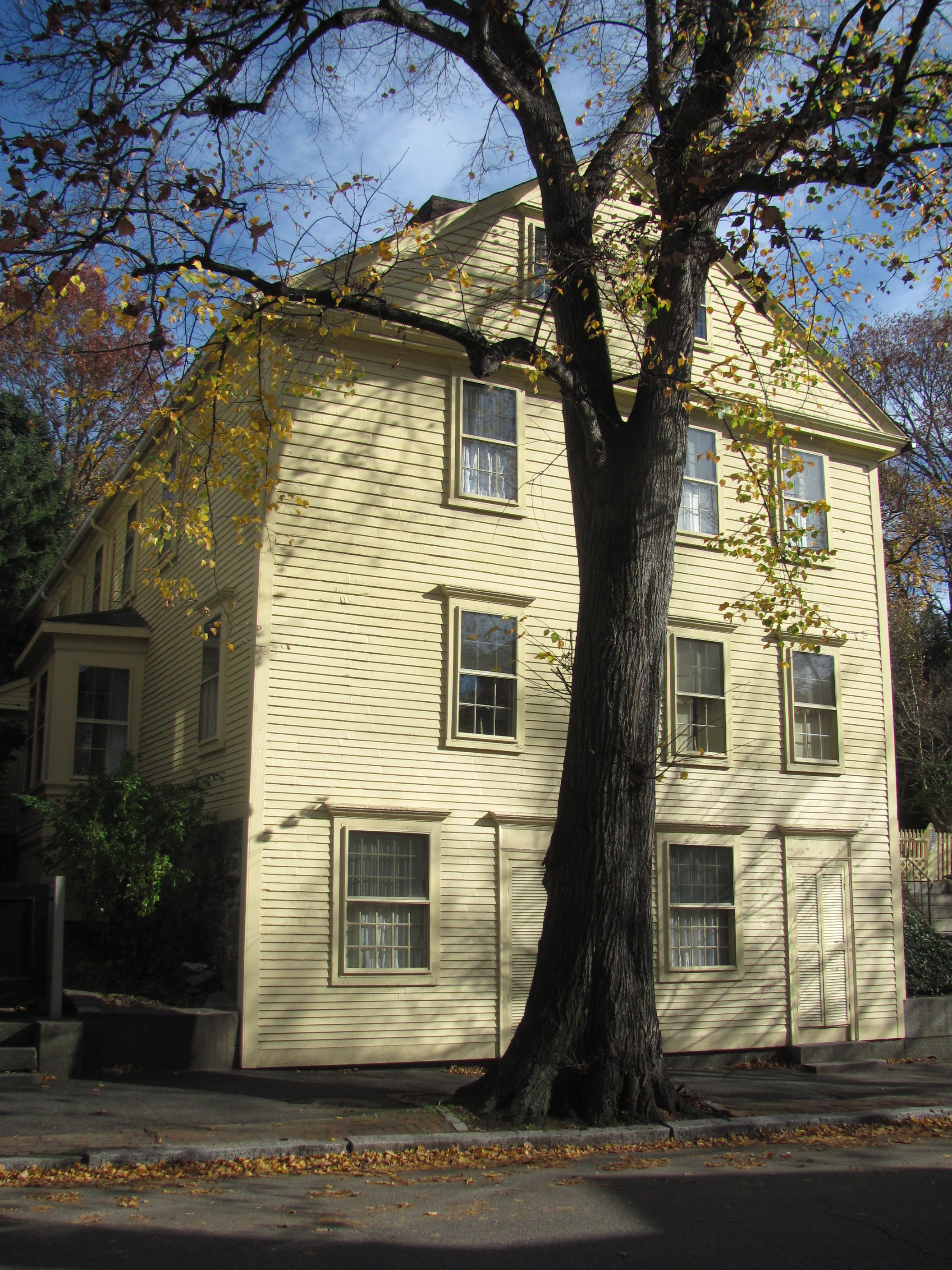
Дом, в котором останавливался Эдгар По, Бенефит-стрит 135, Провиденс.

Артур Филлипс (англ. Arthur Phillips) — рассказчик, эксцентричный молодой человек, с хорошей репутацией. Отпрыск весьма почтенной Ист-Сайдской фамилии, жил на Энджел-Стрит. С юности имеет привычку бродить по ночным улицам Провиденса, а иногда посещает «клуб», неподалеку от города, который они соорудили вместе с товарищами. Его увлечением были книги, он мог часами сидеть в огромной библиотеке своего деда, читая все подряд: греческих философов, историю английской монархии, секреты древних алхимиков, открытия Нильса Бора, тексты египетских папирусов, сочинения Томаса Харди. Подолгу болея, он был лишен возможности регулярно посещать школу, что делало его еще более замкнутым и одиноким. По состоянию здоровья не смог поступить в Браунский Университет и учился самостоятельно. Персонаж является автобиографичным и во многом повторяет самого Лавкрафта.
- Роза Декстер

Роза Декстер (англ. Rosa Dexter) — милая черноглазая девушка, принадлежала к одному из самых уважаемых семейств Провиденса, её предки значились среди первых поселенцев. Она не была склонна к пустой болтовне и неумеренным проявлениям эмоций. Возможно, она является родственницей Роуби Декстер из рассказа «Заброшенный дом».
- Мистер Аллан

Мистер Аллан (англ. Mr. Allan) — двойник Эдгара По, инопланетянин. Одет во все черное, если не считать белого воротничка рубашки и старомодного галстука; костюм был давно не глаженный, однако сравнительно чист. Лицо его, с высоким крутым лбом, из-под которого на вас пристально смотрели темные, почти неподвижные глаза, постепенно сужалось к низу, заканчиваясь небольшим, чуть скошенным подбородком. Волосы его были гораздо длиннее тех, что принято носить у нынешнего поколения. Одежда была сшита недавно, а впечатление заношенности создавал фасон костюма, который вышел из моды несколько десятилетий назад. Налет фальшивости присутствовал во всем облике этого человека, и, прежде всего, в его речи, начисто лишенной интонации, почти механической. Ни разу за все время разговора он не улыбнулся, выражение его лица оставалось неизменным, а голос звучал отчужденно и равнодушно, существуя, как бы, сам по себе, независимо от хозяина. Его лицо оставалось неподвижным, как маска: ни тени улыбки, ни одной живой искры во взгляде.
- Конусообразные монстры

Конусообразные монстры (англ. Cone monster) — инопланетяне из далекой, иной Вселенной. Их название не упоминается, но они похожи на Великую Расу Йит из повести «За гранью времён».
Их громадные, переливавшиеся всеми цветами радуги конусообразные тела достигали высоты в десять футов, при столь же широком основании конуса, а их толстая складчатая кожа покрыта подобием чешуи, из верхушки конуса выступают четыре гибких отростка, каждый толщиною в фут, имеющие ту же складчатую структуру, что и сами тела. Эти отростки могли сжиматься почти до минимума и вытягиваться, достигая десятифутовой длины. Два из них имеют на концах нечто вроде огромных клешней, а третий оканчивается четырьмя ярко-красными раструбами. На голове тонкие серые стебельки с утолщениями, напоминающие по виду цветочные бутоны, а чуть пониже их — восемь гибких бледно-зеленых щупальцев. Эти последние находятся в непрестанном движении, изгибаясь, вытягиваясь и сжимаясь — причем, они функционируют, как бы, сами по себе, вне всякой видимой связи с деятельностью остальных органов и частей тела конусообразных монстров.

## Вдохновение
Август Дерлет написал незавершенную повесть Лавкрафта, после его смерти. Можно сказать, что повесть «написана призраком». Вероятно, Дерлет заимствовал идеи для «Ночного братства» из повести «За гранью времён», на которую Лавкрафта вдохновил фильм 1933 года «Беркли квартал» (англ. «Berkeley Square»): его сюжет о человеке из XX века, чей разум захватывает его предок из XVIII века. Дерлет подчеркнул идею об уничтожении аппарата из рассказа «Из глубин мироздания», а также луче света из романа «Случай Чарльза Декстера Варда». 
Дерлет не использует название Великая Раса Йит и, похоже, описывает представителей родственной расы конических существ. Они могут принимать любой облик и менять размер тела — это черты нечистой силы, характерные для творчества Дерлета.  
В рассказе говорится, что могила Эдгара По находится в Провиденс, но в действительности она находится в Балтимор, Мэриленд. «Энциклопедия Лавкрафта» говорит, что автор совмещал городские легенды двух городов, создавая таким оригинальным образом новый, смешанный тип. Дерлет упоминает многие легендарные места «Страны Лавкрафта». 

## Связь с другими произведениями
В повести «За стеной сна» описан пришелец, путешествующий как луч света в космосе, который захватывает разум человека.
В повести «Шепчущий во тьме» описаны инопланетяне Ми-го, которые похищают разум человека в металлический цилиндр.
В повести «За гранью времён» описаны инопланетяне Великой расы Йит, которые захватывают тела разных существ по всей Вселенной.
Пришельцы описаны в отдельной серии произведений Лавкрафта: «За стеной сна», «Из глубин мироздания», «Цвет из иных миров», «Шепчущий во тьме», «Хребты Безумия», «За гранью времён», «Врата серебряного ключа», «Вызов извне», «В стенах Эрикса», «Окно в мансарде», «Пришелец из космоса» и «Ночное братство».